# Спиро Иванов
 Тази статия е за участника в Кресненско-Разложкото въстание.  За дееца на ВМОРО вижте Спиро Карасулски.  
Спиро Иванов е български революционер, участник в Руско-турската война от 1877-1878 година и в Кресненско-Разложкото въстание.

## Биография
Иванов е роден през 1847 година в град Битоля, тогава в Османската империя, днес в Северна Македония.
Участва в Сръбско-турската война. При избухването на Руско-турската война през април 1877 година постъпва в I дружина на Българското опълчение. Взима участие в освобождаването на Търново и в сраженията при Казанлък, село Джуранлии и Стара Загора. Награден е с медал.
След частичното Освобождение Иванов се включва в освободителното движение на македонските българи. Командир е на I чета в състав 78 души от въоръжените части на Кюстендилския комитет „Единство“, разквартирувана в Бобешино и Црешново. По време на Кресненско-Разложкото въстание е войвода на чета, която се сражава при селата Кресна, Плоски и Враня.
След въстанието Иванов се занимава с кръчмарство в София, където умира между 1 и 9 февруари 1904 година или на 16 февруари.
Синът му от съпругата Анастасия – Никола Спиров Иванов, е доктор, към 1905 година е санитарен капитан, 37-годишен, изпратен от Военното министерство на специализация в Русия .

## Документи
- Удостоверение за награждаване с медал за участие в Българското опълчение
- Свидетелство за участие в Кресненско-Разложкото въстание
- Свидетелство за участие в Кресненско-Разложкото въстание (гръб), подписано от Натанаил Охридски, Димитър Карамфилович, Васил Диамандиев и иконом поп Тодор